# 尾高朝雄
尾高 朝雄（おだか ともお、1899年1月28日 - 1956年5月15日）は、日本の法学者（法哲学）。日本学士院会員。第3期日本学術会議副会長。

## 経歴
漢学者で銀行家である尾高次郎の三男として生まれる。大韓帝国の釜山市生まれ。1916年に東京高等師範学校附属中学校（現：筑波大学附属中学校・高等学校）を卒業した後、第一高等学校、東京帝国大学法学部卒業。初め外交官を志すも、親の反対により諦め、京都帝国大学文学部に進学し、文学部卒業後は大学院で哲学を研究する。京都帝国大学では西田幾多郎、米田庄太郎に師事した。
1927年、兄・豊作と共に、東京社会科学研究所を設立し、所長に大塚金之助を、常務理事に田辺寿利を、所員に杉本栄一や高島善哉を招くなどした。
その後、法哲学研究者として京城帝国大学法文学部教授や東京大学法学部教授を歴任する。京城帝国大学助教授であった1928年11月13日からの約3年半の間、政府の奨学金で欧米に留学、ドイツ、イギリス、フランス、アメリカと在留した。特にウィーンではハンス・ケルゼンの下で国家学を、フライブルクではエトムント・フッサールの下で現象学を学んでいる。また、ルートヴィヒ・フォン・ミーゼスが開いていたゼミナール（研究会）にも参加した。アルフレッド・シュッツなどとの交流を持つ。
当時、穂積重遠、牧野英一、田中耕太郎など法哲学（法理学）に精通した研究者はいたが、いずれも実定法研究者であり、法学部出身者で法哲学を専攻した者は極めて少なかった。そのため、尾高は日本の最初の本格的な法哲学専攻者と称される。
多くの日本人が師事したハンス・ケルゼンとの親交は特に厚く、ケルゼンは尾高を最も高く評価していた。尾高はケルゼンがナチスによりドイツを追われた際には、同僚かつ同じくケルゼンにも師事した憲法学者の清宮四郎と共に、京城帝国大学に招聘しようと運動を試みたが、功を奏しなかった。
1947年に『国民主権と天皇制』に掲載された論文「国民主権と天皇制」において、ノモス主権論を提唱し、宮沢俊義と論争した（尾高・宮沢論争）が、ノモス主権論は憲法解釈の領域においては支持を得なかった。
1950年（昭和25年）、日本学士院（当時の第一部人文科学部門）会員になる。同年12月13日には、第一部の新会員一同が昭和天皇から皇居に招かれ午餐を陪食した。
1952年（昭和27年）には、パリで開催された第7回ユネスコ総会に日本政府代表として出席している。
1956年に、歯の治療中にペニシリン注射でショック症状を起こし、都立駒込病院に入院後に死亡した。尾高の死がきっかけとなり、ペニシリンによる薬害はペニシリンショックとして社会問題化し、薬のショック死が認識されることになる。日本の薬害問題の最初期のものとしても有名である。墓所は文京区護国寺。

## 年譜
- 1919年 - 旧制第一高等学校一部甲類卒業、同年、東京帝国大学入学
- 1923年 - 東京帝国大学法学部卒業、同年、京都帝国大学入学
- 1926年 - 京都帝国大学文学部卒業、同年大学院に進学
- 1928年 - 京都帝国大学大学院を退学し、京城帝国大学法文学部助教授に就任する
- 1930年 - 京城帝国大学法文学部教授
- 1944年 - 東京帝国大学法学部教授
- 1956年 - 逝去

## 家系
- 父方の祖父の尾高新五郎惇忠は殖産家であり、民営富岡製糸場所長を務めた。
- 母方の祖父は実業家で子爵の渋沢栄一。
- 法学者・穂積陳重は義理の伯父に当たり（妻穂積歌子が渋沢栄一の娘）、法哲学の先駆者となる穂積重遠は従兄である。
- 伯母の尾高ゆうは富岡製糸場伝習工女第一号として著名。
- 兄には郷土教育家の尾高豊作、大川平三郎の養子となった製紙実業家の大川鉄雄。
- 弟には早世した美術研究者の尾高鮮之助、社会学者の尾高邦雄と指揮者の尾高尚忠。
- 妻・咲子は国文学者芳賀矢一の四女[7]。
- 咲子の姉婿に穂積陳重・歌子の四男で朝雄の従兄にあたる穂積真六郎がいる。
- 娘は久留都茂子（元・東京女学館短期大学学長）。

## 著作
尾高の著作で代表的なのは『国家構造論』および『実定法秩序論』で、特に『国家構造論』は清宮四郎に「世界的業績」と言わしめた。
『国家構造論』は法の立体構造、法の効力及びその根拠など法の本質的な分析を行うことに重点を置き、これに対して『実定法秩序論』はそれらの問題を総合化、体系化することに重点を置いている。
- 『国家構造論』（岩波書店、1936年）
- 『実定法秩序論』（岩波書店、1942年）
- 『社会団体論の基礎』（ウイーン滞在中にドイツ語で出版、1932年）
- 『法の窮極にあるもの 新版』（有斐閣、1956年、初版1947年）、オンデマンド版2012年
- 『法の究極にあるものについての再論』（勁草書房、1949年）
- 『法哲学概論』（日本評論社、1949年／学生社、1953年）
- 『数の政治と理の政治』（東海書房、1949年）
- 『法学概論』（有斐閣全書、1950年）、オンデマンド版2013年
- 『自由論』（勁草書房、1952年）。新版・ロゴス社、2006年
- 『法哲学』（勁草書房、1956年、新版1971年）

※以下は新版刊行
- 『天皇制の国民主権とノモス主権論 政治の究極は力か理念か』（書肆心水、2014年）
- 『ノモス主権への法哲学 法の窮極に在るもの 法の窮極にあるものについての再論 数の政治と理の政治』（書肆心水、2017年）
- 『自由・相対主義・自然法 現代法哲学における人権思想と国際民主主義』（書肆心水、2018年）
- 『実定法秩序論』（書肆心水、2019年）
- 『法と世の事実とのずれ』（書肆心水、2019年）
- 『法思想とは何か　法思想を法や法学や法哲学と区別することの意味』（書肆心水、2021年）
- 『国民主権と天皇制』（講談社学術文庫、2019年）。解説石川健治 ISBN 4065162718

## 論文
- 「法哲学における形而上学と経験主義」『法哲学四季報』第1号（1948年）

## 門下生
- 井上茂 - お茶の水女子大学教授
- 小林直樹 - 東大教授
- 碧海純一 - 東大教授
- 阿南成一 - 大阪市立大学教授
- 矢崎光圀 - 大阪大学教授
- 松尾敬一 - 神戸大学教授
- 松下輝雄 - 神戸大学教授
- 平野秩夫 - 名古屋大学教授